# Beira intérieure Sud
La Beira intérieure Sud – en portugais : Beira Interior Sul – est une des 30 sous-régions statistiques du Portugal.
Avec 11 autres sous-régions, elle forme la région Centre.

## Géographie
La Beira intérieure Sud est limitrophe :
- au nord, de la Beira intérieure Nord,
- à l'est et au sud, de l'Espagne,
- au sud, du Haut Alentejo,
- à l'ouest, du Pinhal intérieur Sud,
- au nord-ouest, de la Cova da Beira.

## Données diverses
- Superficie : 3 738 km2
- Population (2011) : 75 026 hab.
- Densité de population : 36 hab./km2

## Subdivisions
La Beira intérieure Sud groupe quatre municipalités (conselhos ou municípios, en portugais) :
- Castelo Branco
- Idanha-a-Nova
- Penamacor
- Vila Velha de Ródão